# Tomica Penavić
Tomica (Toma) Penavić (Pribinovići, Široki Brijeg, 17. siječnja 1921. - ?) bio je hrvatski pjesnik iz Bosne i Hercegovine.

## Životopis
Rođen je u siromašnoj i težačkoj obitelji. Sa sedam godina ostaje bez oca, ubrzo mu umire i majka. U lipnju 1940. kao odličan učenik maturirao na Franjevačkoj klasičnoj gimnaziji na Širokome Brijegu.
Zahvaljujući pomoći brata Mate koji je radio u Zagrebu, 10. ožujka 1941. upisuje Filozofski fakultet zagrebačkog sveučilišta. Poznato je da je bio državni dužnosnik te da je odslušao sve semestre.
U svibnju 1945., kao i braća mu Mate i Mirko, povlači se s hrvatskim narodom i vojskom prema Austriji, ali samo do Bleiburga. Od tada se za njega i Matu ne zna. Mlađeg brata Mirka su zarobili partizani kod Zidanoga Mosta te je zahvaljujući stjecaju sretnih okolnosti ostao živ.

## Književno stvaralaštvo
Penavić je svoje prve pjesme, napisane za gimnazijskih dana, objavio u Luči, a tijekom rata objavljivao je u Hrvatskoj mladosti, Hrvatskomu narodu, Hrvatskomu selu, i još nekim novinama i časopisima.
Radio je i na Hrvatskom krugovalu, gdje je recitirao pjesme poznatih hrvatskih književnika iz svoga kraja.
Pjesme napisane u razdoblju od 1939. do 1941. objavio je 1942. u knjizi Na stazama života. Zbirka se sastoji od dva niza: Svitanja i Šapat noći, s ukupno 25 pjesama, od kojih su pet u prozi.
Penavić pjeva o zavičaju ( Široki Brijeg, Lištici), težačkom životu ( Pjesma hercegovačkih seljaka, Mom ocu), ljubavi ( Čežnja i slutnje u jesen, Njoj, Dođi u vrbe...), Domovini ( Umrimo za domovinu, željo moja, Pođimo dovečer...), sebi (Nemirna večer, Osjećam,  Ja...).
Na stazama života je prva i posljednja objavljena Penavićeva zbirka pjesama koja završava Posljednjom pjesmom kao da pjesnik već sluti svoju nesretnu sudbinu.